# Gmina Ura Vajgurore
Gmina Ura Vajgurore (alb. Bashkia Ura Vajgurore) – gmina miejska położona w środkowej części Albanii. Administracyjnie należy do okręgu Berat w obwodzie Berat. W 2011 roku populacja gminy wynosiła 7232, 3583 kobiety oraz 3649 mężczyzn, z czego Albańczycy stanowili 77,49%, Arumuni 2,46% mieszkańców.